# Polar Electro

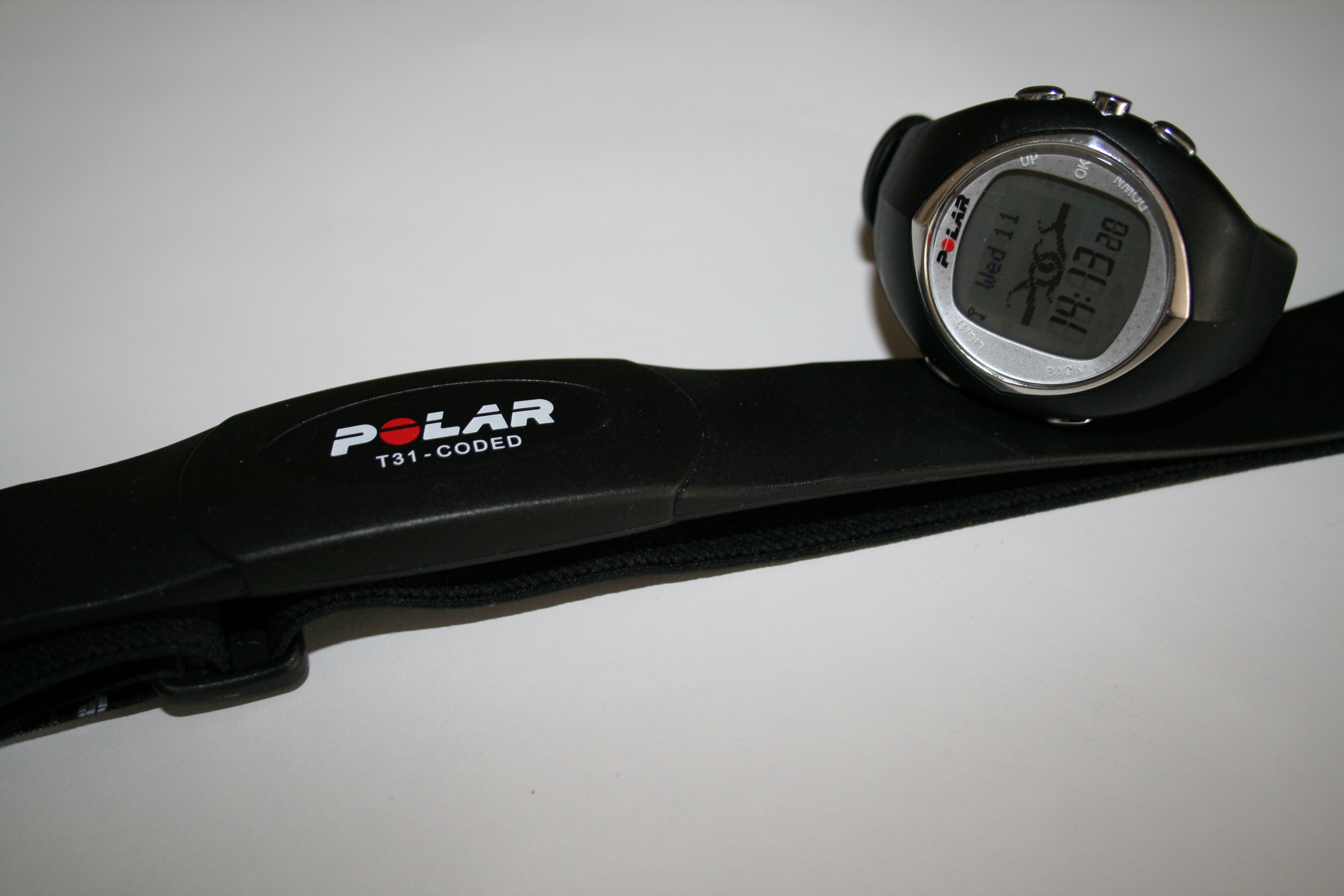
Polar F6F Pulsuhr mit T31 Brustgurt

Polar Electro Oy ist ein finnisches Unternehmen mit Sitz in Kempele in der Nähe der Stadt Oulu. Das Unternehmen wurde 1977 gegründet und zählt zu den führenden Herstellern von kabellosen Herzfrequenzmessgeräten und Zubehör. Bekannt ist die Firma heute hauptsächlich durch Sportuhren mit Messung der Herzfrequenz.
Weltweit sind 1200 Mitarbeiter in 26 Tochtergesellschaften beschäftigt, und über das Vertriebsnetz werden über 80 Länder beliefert.

## Unternehmensgeschichte
Das Unternehmen wurde 1977 von Seppo Säynäjäkangas gegründet, der an der Universität von Oulu an einem Gerät zur Messung der Herzfrequenz arbeitete.
Inspiriert worden war er durch das Gespräch mit einem Trainer während eines Skilanglaufs im Jahr 1976. Es ging um die Notwendigkeit, ein Messgerät zu entwickeln, das nicht nur für stationäres Training eingesetzt, sondern am Körper getragen werden kann. Weil die Herzfrequenz zu dieser Zeit noch am Finger gemessen wurde, war aufgrund der Verkabelung keine Bewegungsfreiheit gegeben. Darüber hinaus waren die Messungen recht langsam und ungenau. Nach intensiver Forschung und Entwicklung kam 1982 das weltweit erste drahtlose Herzfrequenz-Messgerät, die Pulsuhr Sport Tester PE2000 auf den Markt. Seitdem wurde die Funktionsweise immer weiter verbessert. und die Produktpalette verbreitert.
Polar Electro Oy beschloss 1992, einen neuen Hauptsitz in Kempele als Standort zu bauen. Hauptgrund für diese Entscheidung war die Nähe zur Stadt Oulu und deren Möglichkeiten im Bereich Forschung und Entwicklung.

## Produkte
Polar stellt heute Produkte für den Endverbraucher wie auch im B2B-Bereich her.
Dazu gehören Uhren mit Herzfrequenzanzeige, kombinierte Geräte für Radfahrer, für Fitnessstudios und Geräte für Pferdetraining sowie dazu passende Sensoren und Accessoires (Wechselarmbänder, Ladekabel und Fahrradhalterungen). Weiter werden unter der Bezeichnung „Lifestyle“-Produkte Fitnesstracker und eine Waage produziert. Zur Trainingsauswertung, Datenübertragung und zum Teilen in sozialen Medien dient eine Webanwendung, sowie eine Mobile App.

## Finanzielle Ergebnisse und Marktposition
Polar Electro stand in den letzten Jahren angesichts des sich wandelnden globalen Marktes für tragbare Technologien vor erheblichen finanziellen Herausforderungen. Offiziellen Geschäftsunterlagen zufolge belief sich der Umsatz des Unternehmens im Geschäftsjahr bis Ende 2023 auf rund 110 Millionen Euro. Dies entspricht einem Rückgang von rund 1,8 % gegenüber dem Vorjahr und einem deutlichen Rückgang gegenüber früheren Spitzenwerten von über 170 Millionen Euro im Jahr 2020. Trotz des weiterhin hohen Umsatzes verzeichnete Polar für 2023 einen Nettoverlust von rund 15 Millionen Euro, wobei die operative Marge mit rund −14,1 % negativ blieb. Das Unternehmen war in den Vorjahren ähnlichen Belastungen ausgesetzt, darunter einem operativen Verlust von 31 Millionen Euro und einem Umsatz von 112 Millionen Euro im Jahr 2022.
Der Rückgang von Umsatz und Rentabilität ist auf mehrere Faktoren zurückzuführen, darunter hohe Lagerbestände im Einzelhandel, verstärkter globaler Wettbewerb, insbesondere durch Marktführer wie Garmin und andere Wearable-Marken, sowie eine insgesamt schwache Verbraucherstimmung, die sich auf das traditionelle Segment der Herzfrequenzmesser und Sportuhren auswirkte. Polar Electro ist zwar nach wie vor eine der wenigen international anerkannten finnischen Marken für Konsumerelektronik, seine Marktposition wird jedoch zunehmend in Frage gestellt. Im Vergleich zu globalen Wettbewerbern musste das Unternehmen insbesondere in Nordamerika deutliche Marktanteilsverluste hinnehmen und hatte trotz Investitionen in die Produktentwicklung und der Verlagerung hin zur Lizenzierung seiner proprietären Technologie an Partner Schwierigkeiten, wieder an Dynamik zu gewinnen. Dennoch bemüht sich das Unternehmen weiterhin um seine Marktrelevanz. Das Management bekundete die Absicht, Lizenzeinnahmen und weitere F&E-Investitionen zu nutzen, um zukünftiges Wachstum zu unterstützen.